# NATO-Russland-Rat

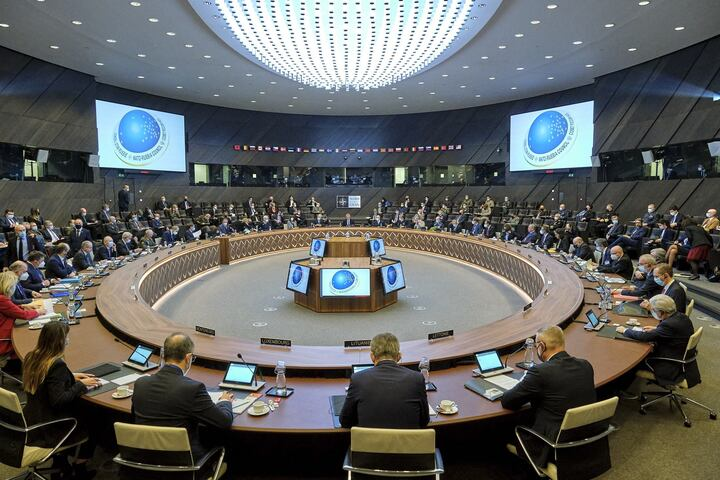
Der Nato-Russland-Rat bei seiner letzten Sitzung am 12. Januar 2022

Der NATO-Russland-Rat (Abkürzung NRR; englisch NATO-Russia Council; französisch Conseil OTAN-Russie) soll seit der Auflösung der Sowjetunion der Verbesserung der Zusammenarbeit zwischen den NATO-Staaten und Russland in Fragen der Verteidigungs- und Sicherheitspolitik dienen. Russland teilt von den 57.680 Kilometern seiner Außengrenze seit 2023 gut 1600 Kilometer mit den NATO-Staaten Norwegen, Finnland, Estland und Lettland. Polen und Litauen grenzen auf rund 400 Kilometern an die Exklave Kaliningrad.

## Geschichte
Seit 1991 arbeiten die NATO und Russland in Fragen der Verteidigungs- und Sicherheitspolitik zusammen. 1994 wurde die Russische Föderation Mitglied im Programm „Partnerschaft für den Frieden“. Mit Unterzeichnung der „Grundakte über gegenseitige Beziehungen, Zusammenarbeit und Sicherheit zwischen der NATO und der Russischen Föderation“ (kurz NATO-Russland-Grundakte) vom Mai 1997 wurde die Kooperation darüber hinaus gefestigt.
Mit der Grundakte sollten Russlands Vorbehalte gegen die NATO-Osterweiterung im Vorfeld des Beitritts osteuropäischer Staaten abgeschwächt werden. Grundakte und NATO-Russland-Rat wurden 1997 vereinbart, 1999 traten Polen, Ungarn und Tschechien der NATO bei.
Die Grundakte legte den Mechanismus für die Konsultation, die Zusammenarbeit, die gemeinsame Entscheidungsfindung und das gemeinsame Handeln fest. Um die Ziele zu verwirklichen, wurde ein „Gemeinsamer Ständiger NATO-Russland-Rat“ eingerichtet, der zum „NATO-Russland-Rat“ (NRR) weiterentwickelt wurde. Russland und 19 NATO-Staaten unterzeichneten im Mai 2002 die „Erklärung von Rom“, mit der dieser neue „Rat der 20“ eingerichtet wurde. Er soll das wichtigste Forum für Konsultationen, besonders in Krisenzeiten, zwischen NATO und Russland bieten. Der „Gemeinsame Ständige Rat“ hatte ein „NATO+1-Format“; Russland entsandte einen Vertreter mit Botschafterrang zur NATO. Der „NATO-Russland-Rat“ arbeitet im „30-Format“; Russland und inzwischen 29 NATO-Staaten kooperieren als „gleiche Partner in Bereichen gemeinsamen Interesses“. Beim NATO-Gipfel im November 2002 in Prag erklärten die Staats- und Regierungschefs folgende Themen zu gemeinsamen Interessenbereichen von NATO und Russland: Friedenserhaltung, Verteidigungsreform, Verhinderung der Verbreitung von Massenvernichtungswaffen und Trägersystemen, Rüstungskontrolle, Luftverteidigung am Gefechtsfeld, Such- und Rettungsdienst, zivile Notfallplanung, taktische Raketenabwehr und Terrorismusbekämpfung.
Im Jahr 2001 richtete die NATO ein Informationsbüro in der russischen Hauptstadt, innerhalb der belgischen Botschaft ein. Russland eröffnete eine Ständige Vertretung beim NATO-Hauptquartier in Brüssel und SHAPE in Mons (Belgien).
2002 wurde der fünf Jahre zuvor als Konsultationsforum gegründete „Gemeinsame Ständige NATO-Russland-Rat“ zum „NATO-Russland-Rat“ weiterentwickelt.
Unter dem Vorsitz des NATO-Generalsekretärs trafen Russland und die Allianz im Rat Entscheidungen nach dem Konsensprinzip. Die Bestimmungen räumen weder der NATO noch Russland ein Veto-Recht über die Handlungen der jeweils anderen Seite ein. Der NRR tagte zweimal jährlich auf Ebene der Außen- und Verteidigungsminister sowie der Generalstabschefs. Es gibt zudem monatliche Treffen auf Botschafterebene. Die militärische Zusammenarbeit wird im gemeinsamen Ausschuss monatlich koordiniert.
Nach dem Beginn des Kriegs gegen die Ukraine (2014) traf sich der NATO-Russland-Rat ausschließlich sporadisch. Nach der Vergiftung des Doppelagenten Sergei Skripal in Großbritannien im Jahr 2018 musste Russland das Personal seiner Ständigen Vertretung bei der NATO auf 20 Mitglieder verkleinern. Die meisten von ihnen durften das Hauptquartier der NATO nicht mehr betreten. Einen Ständigen Vertreter hat Russland seit 2018 nicht mehr ernannt.
Im Oktober 2021 verkündete NATO-Generalsekretär Jens Stoltenberg die Ausweisung von acht russischen Vertretern und die Beschränkung des Personals auf zehn Mitglieder. Als Begründung wurde angeführt, dass es sich bei den russischen Diplomaten um verdeckte Geheimdienstmitarbeiter gehandelt habe. Daraufhin kündigte Russland noch im selben Monat an, im November 2021 alle eigenen Diplomaten bei der NATO abzuziehen und Vertretern der NATO in Moskau die diplomatische Akkreditierung zu entziehen. Die russische Staatsführung begründete die Maßnahmen damit, dass es einen Dialog ohnehin nicht gegeben habe.
Auf Initiative Russlands rief Jens Stoltenberg eine Sitzung des NATO-Russland-Rates zum 12. Januar 2022 ein. Anlass waren die Erörterung der russischen militärischen Bedrohung der Ukraine und ein direkter Dialog über von Russland verlangte „Sicherheitsgarantien“, die eine weitere Osterweiterung der NATO und die Stationierung von NATO-Waffen in unmittelbarer Nähe der russischen Grenzen hätten ausschließen sollen. Das erste Treffen von Vertretern der 30 NATO-Staaten und Russlands seit mehr als zwei Jahren brachte jedoch keine Ergebnisse. Nach Angaben von NATO-Generalsekretär Stoltenberg gab es „signifikante Differenzen“, allerdings auch von russischer Seite die „grundsätzliche Bereitschaft“, den Dialog fortzuführen und einen Zeitplan für weitere Treffen auszuloten.
Am 17. Februar 2022, eine Woche vor dem russischen Überfall auf die Ukraine, erklärte Außenminister Sergei Lawrow, es sei Russland nicht möglich, sich weiter an Gesprächen zu beteiligen.

## NATO-Russland-Rat in militärischen Konflikten

### Kosovo-Konflikt
Infolge des Kosovokriegs zog Russland im März 1999 seinen Vertreter bei der NATO zurück und nahm die Beziehungen erst im Februar 2000 wieder auf.

### Terrorismus-Bekämpfung im Mittelmeer
Die NATO-Staaten unterzeichneten im Dezember 2004 im NATO-Russland-Rat ein Übereinkommen, demzufolge Russland die NATO-Operation Active Endeavour unterstützt. Russland stellte dazu die Fregatten RFS Pitliviy und RFS Ladniy unter NATO-Kommando.

### Kaukasus-Konflikt 2008
Am 19. August 2008 beschlossen die Außenminister der NATO vor dem Hintergrund des Georgienkonflikts, die Arbeit des NATO-Russland-Rates bis auf weiteres auszusetzen. Am gleichen Tag wurde die Gründung einer NATO-Georgien-Kommission („NATO Georgia Commission“) beschlossen, die die Aufnahme Georgiens in die NATO vorbereiten sollte. Anfang Dezember 2008 sprachen sich die Außenminister der NATO für die Wiederaufnahme informeller Gespräche im NATO-Russland-Rat aus. Die NATO wolle so „ein bedingtes und abgestuftes neues Engagement mit Russland“ einleiten, die Beziehungen seien aber auch weiterhin angespannt. Nachdem die neue US-Regierung unter Barack Obama einen Neuanfang der Beziehungen zu Russland angekündigt hatte, beschlossen Anfang März 2009 die Außenminister der NATO-Staaten die Wiederaufnahme von Gesprächen auf Ministerebene im NATO-Russland-Rat.

### Russisch-ukrainischer Krieg ab 2014
Im September 2014 beschlossen die Staats- und Regierungschefs der in der NATO verbündeten Länder auf dem NATO-Gipfel in Wales, wegen der Annexion der Krim jegliche praktische militärische und zivile Zusammenarbeit zwischen der NATO und Russland auszusetzen, die politischen Kommunikationskanäle jedoch weiter offenzuhalten. Dieser Beschluss folgte einem Übereinkommen der Außenminister der NATO-Staaten vom 1. April 2014, die Kooperation im NATO-Russland-Rat auf die diplomatische Ebene der Botschafter zu beschränken.
Nach zweijähriger Pause tagte der NATO-Russland-Rat erstmals wieder am 20. April 2016 in Brüssel, um ein diplomatisches Vorankommen zu arrangieren.

## Wappen

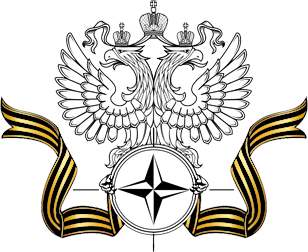
Wappen der Ständigen Mission Russlands bei der NATO

Die Ständige Mission Russlands bei der NATO führt ein Wappen:
Wappenbeschreibung: Der russische Doppeladler hält in seinen Klauen die Kompassrose der NATO-Flagge, die wiederum von den Farben der russischen Streitkräfte (Sankt-Georgs-Band) gesäumt wird.